# Impacte humà sobre el medi ambient

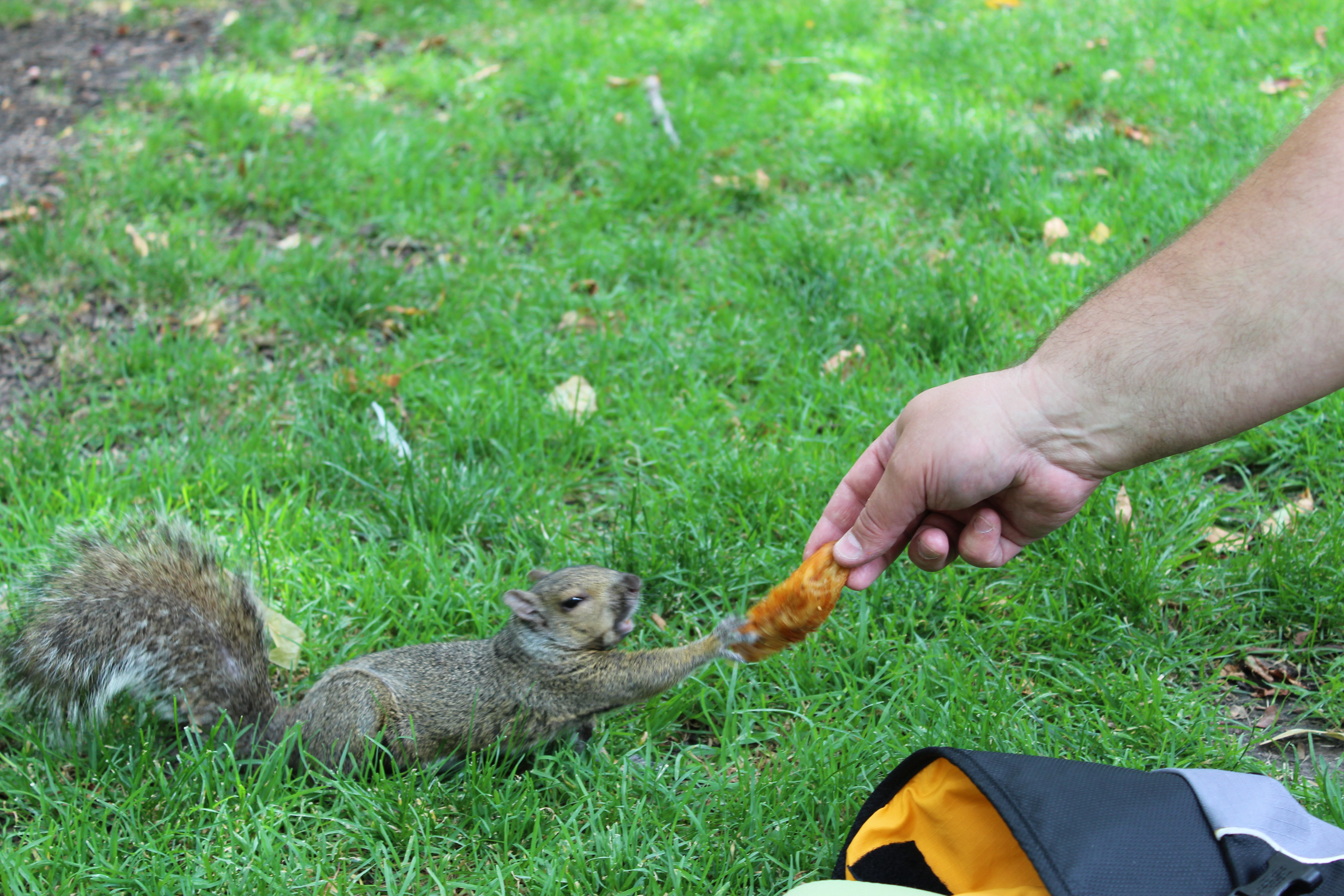
L'ecosistema dels parcs urbans sovint inclou persones que donen menjar als animals silvestres

L'impacte antropogènic sobre el medi ambient inclou impactes sobre medis biofísics, sobre la biodiversitat o altres impactes. El terme antropogènic designa un efecte que resulta de l'activitat humana. Aquest terme va ser usat primer en un sentit tècnic pel geòleg rus Alexey Pavlov, i en anglès (anthropogenic) va ser inicialment usat per l'ecòleg Arthur Tansley fent referència a les influències humanes en les comunitats vegetals climàciques. El científic Paul Crutzen introduí el terme "antropocé" a la dècada de 1970. Aquest terme sovint es fa servir en el context de les emissions contaminants per activitat humana però s'aplica també a altres impactes humans sobre el medi ambient.
Les aplicacions de la tecnologia, en general, donen un inevitable impacte mediambiental, el qual, segons l'equació I=PAT, es mesura com contaminació generada per unitat de Producte Interior Brut (GDP).

## Agricultura
L'impacte antropogènic per l'agricultura és variable segons les tècniques agrícoles emprades al llarg del món. Inclou els problemes ocasionats per l'ús o posterior degradació de fungicides o plaguicides, l'efecte en la natura dels transgènics, els regadius, etc.

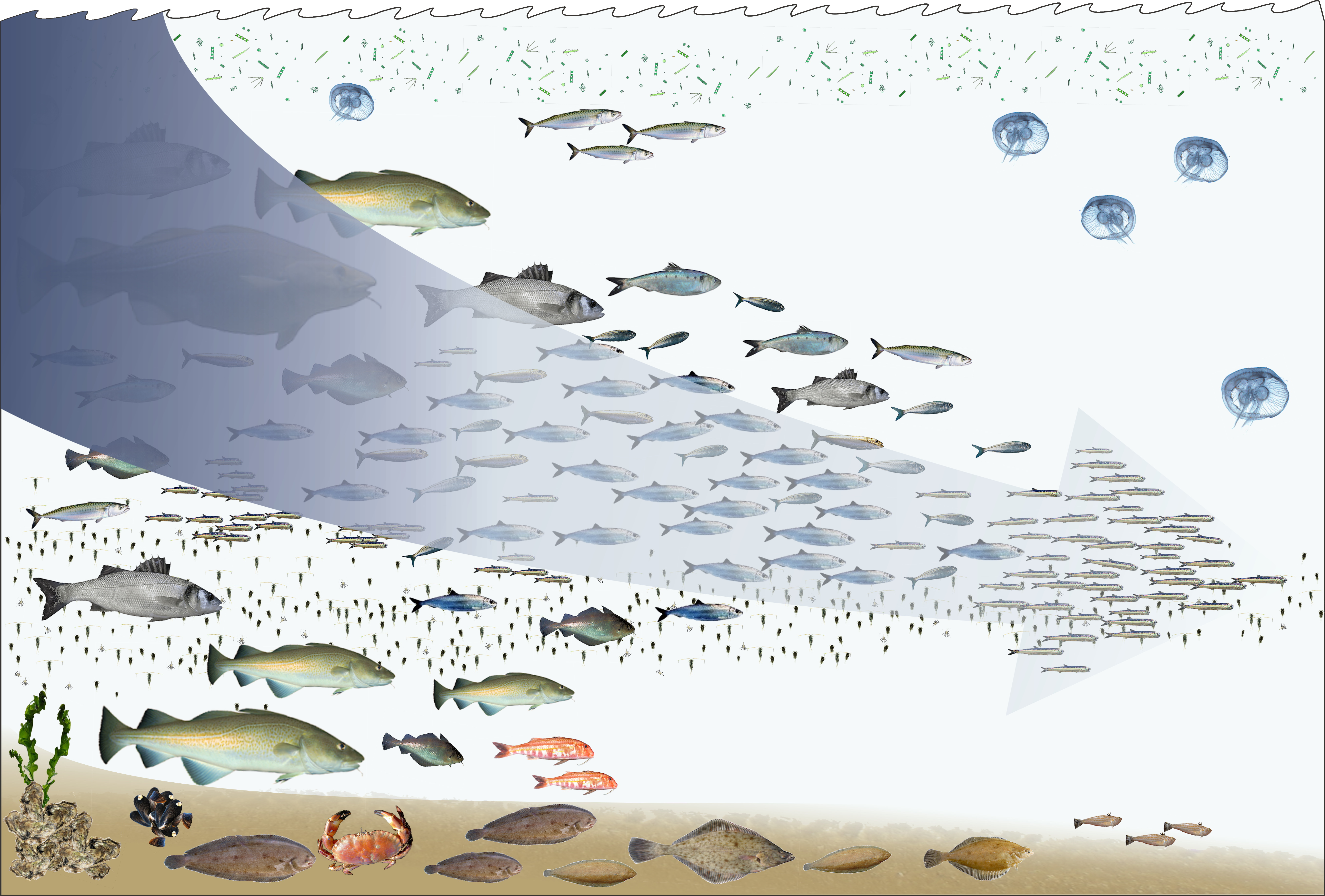

### Pesca
L'impacte antropogènic de la pesca varia segons com es presenti la sobrepesca, la pesca sostenible i la gestió dels llocs on es pesca.

### Regadiu
L'impacte antropogènic dels regadius inclou els canvis en la quantitat i qualitat dels sòls i l'aigua com a resultat de l'activitat de regar i els efectes de les aigües utilitzades per regar en zones de més avall.

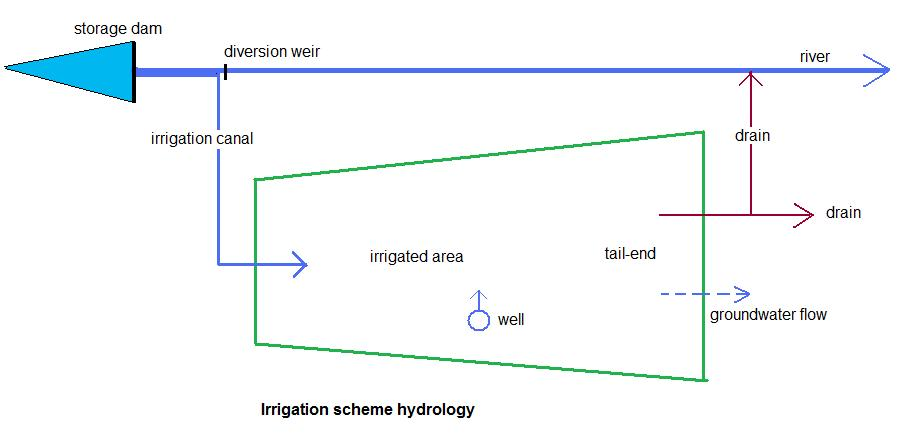

Els resultats hidrològics de l'activitat de regar fan que es redueixi els cabals dels cursos d'aigua, s'incrementi l'evaporació, augmenti l'aigua subterrània, s'elevi la capa freàtica o el flux de drenatge s'incrementi.
Els projectes d'irrigació poden tenir grans beneficis però també efectes negatius associats. Les tecnologies d'irrigació, com ara les grans bombes d'extracció i els embassaments, són responsables d'esgotar els recursos d'aigua dolça. Els humans utilitzem un 50% de l'aigua dolça del planeta principalment per a regar.

### Pèrdua de sòl fèrtil
Per causa de la industrialització, durant els darrers 150 anys s'ha perdut part de la capa superficial dels sòls. S'ha perdut sòl a una taxa de polzades per dècada i triguen segles a refer-se.

### Producció de carn
La producció humana de carn inclou impactes com la contaminació i l'ús de combustibles fòssils, aigua i terra de conreu. Segons un informe de l'any 2006 de Livestock, Environment and Development Initiative, la indústria ramadera és una de les principals contribuïdores a la degradació del medi ambient.
Els animals que s'alimenten de cereals i altres grans necessiten més aigua que la necessària per a produir aquests cereals i grans.
L'informe del 2006 de les Nacions Unides sobre l'impacte de tal indústria sobre el canvi climàtic va ser criticat per científics finançats per membres de la pròpia indústria càrnia.

### Oli de palma

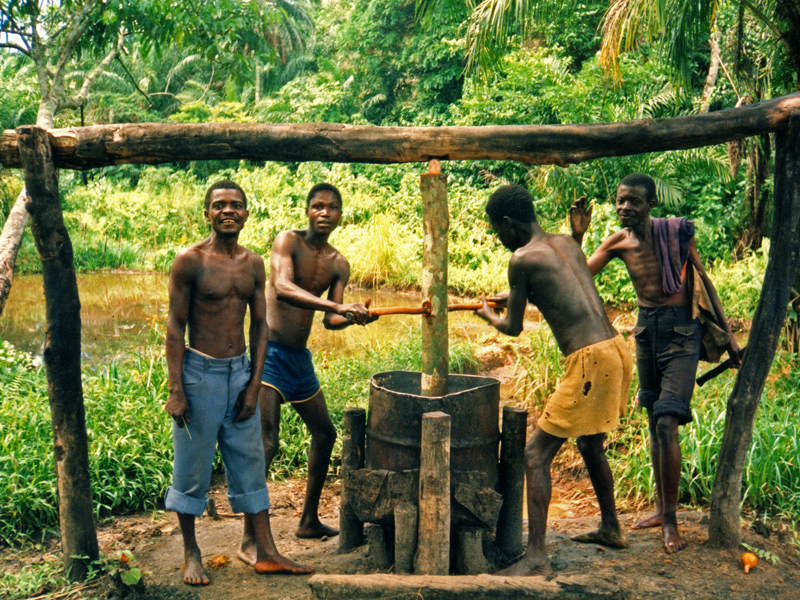
Premsa per a produir oli de palma a Bandundu, Congo

L'oli de palma, produït a partir de la palmera d'oli, és un recurs bàsic a zones tropicals del món. Produeix 10 vegades més oli per hectàrea que en els casos dels cultius de soia, colza, gira-sol o de l'olivera.
El problema principal de les plantacions de palmeres d'oli és la substitució de la selva i la seva biodiversitat pel monocultiu de palmeres d'oli.

## Indústria de l'energia
L'impacte de les indústries de l'energia és divers. En anys recents hi ha la tendència d'incrementar l'ús de les energies renovables.
La combustió de combustibles fòssils ocasiona l'escalfament global i el canvi climàtic, tanmateix els canvis en l'ús d'aquestes energies han estat mínims.

### Biodièsel
L'impacte ambiental del biodièsel és variable. Inclou emissions de gasos amb efecte d'hivernacle, contaminació, biodegradació en ambients aquàtics i emissions de CO₂.

### Mineria del carbó i la seva combustió
L'extracció i combustió del carbó té un impacte.

### Energia nuclear
El seu impacte en el medi ambient és resultat del processament en el cicle de combustible nuclear i dels residus radioactius.